# Brief van Paulus aan Titus
De brief van Paulus aan Titus (vaak kortweg Titus genoemd) is een boek in het Nieuwe Testament van de Bijbel en is met 1 en 2 Timoteüs onderdeel van de pastorale brieven. De brief presenteert zich als een brief van Paulus aan zijn naaste medewerker Titus. De brief telt drie hoofdstukken en werd geschreven in het Koinè-Grieks.

## Inhoud
De brief lijkt in eerste instantie een beknopte versie van de eerste brief van Paulus aan Timoteüs, met vermaningen ten aanzien van de eisen waaraan de kerkelijke ambtsdrager moet beantwoorden (Titus 1:5-9), de manier waarop verschillende groepen en personen in de gemeente zich moeten gedragen (Titus 2:1-10; 3:1-4) en vooral weer tegenover de dwaalleraren (Titus 1:10-16; 3:9, 10). Titus kan dan ook worden beschouwd als een gemeentevoorschrift naar analogie met 1 Timoteüs. Deze overeenkomsten houden niet op bij de onderwerpen van de beide brieven, die enigszins voortkomt uit de vergelijkbare situatie van de personen aan wie de brief geadresseerd is, maar strekt zich ook uit tot een groot aantal zinnen en uitdrukkingen. De schrijver begroet zijn twee vrienden met dezelfde groet, en gaat op dezelfde wijze over op het onderwerp van zijn brief (vergelijk 1 Timoteüs 1:2, 3 met Titus 1:4, 5; 1 Timoteüs 1:4 met Titus 1:13, 14; 3:9; 1 Timoteüs 4:12 met Titus 2:7, 15).
Het grote verschil met de brieven aan Timoteüs is de aandacht die in Titus wordt besteed aan een uitvoerige fundering van de parenese in het kerygma (Titus 2:11-15; 3:4-7) en dat blijkt al uit het opschrift van de brief (Titus 1:2,3). Ook wordt in Titus meer gebruikgemaakt van hellenistische religieuze taal. Dit gebruik op zich is niet nieuw, maar het bevestigt de tendens die al in de eerdere brieven wordt waargenomen (zie 1 Timoteüs 2:1-6, 19; 6:13-16). De persoonlijke toon die 2 Timoteüs overheerst en soms ook wordt aangetroffen in 1 Timoteüs, ontbreekt volledig in de brief aan Titus.

## Structuur
De structuur van Titus komt overeen met 1 Timoteüs:
- Opschrift (1:1-4)
- Een doorlopend 'gemeentevoorschrift', gegoten in de vorm van vermaningen aan Titus als type van de ambtsdrager:
  - Opdracht: over de ambtsdrager (1:5-9)
  - Dwaalleraren (1:10-16)
  - Vermaningen voor verschillende groepen in de gemeente (2:1-10)
  - Het kerygmatisch fundament van het christelijk leven (2:11-15)
  - Nieuwe vermaningen, gebaseerd op het kerygma (3:1-7)
- Slot
  - Slotvermaningen (3:8-11)
  - Persoonlijke mededelingen (3:12-15)

## Auteurschap
Hoewel Titus en de twee andere pastorale brieven Paulus als afzender vermelden, wordt veelal aangenomen dat de drie brieven in hun huidige vorm niet door Paulus geschreven zijn. De stijl, woordkeuze en onderwerpskeuze verschillen aanzienlijk van die in de andere Paulusbrieven. Het is ook niet duidelijk hoe de brieven in het tijdskader passen dat we uit Handelingen kennen.

## Datering
De datering van de brief aan Titus hangt af van de kwestie van het auteurschap. Indien Paulus de brief daadwerkelijk heeft geschreven, is de datering als volgt: de brief werd geschreven na Paulus' bezoek aan Kreta (Titus 1:5), Dat bezoek kan niet het bezoek in Handelingen 17:7 zijn, want toen had Paulus niet of nauwelijks gelegenheid voor evangelisatie: hij was als gevangene op weg naar Rome, waar hij twee jaar bleef. Het is mogelijk dat Paulus (na zijn vrijlating) vanuit Rome naar Azië zeilde, onderweg Kreta aandeed en daar Titus achterliet "om in orde te brengen hetgeen nog verbetering behoefde". Vandaar reisde hij naar Efeze, waar hij Timoteüs achterliet. Van Efeze reisde hij naar Macedonië, waar hij 1 Timoteüs schreef, en vandaar naar Nicopolis in Epirus, waar hij dan rond 66 of 67 naar Titus schreef.

## Paradox van Epimenides
Titus bevat een verwijzing naar de paradox van Epimenides, een uitspraak van de Griekse filosoof Epimenides uit de 6e eeuw v.Chr.:
Een van hun eigen profeten, zelf een Kretenzer, heeft gezegd: 'Kretenzers zijn onverbeterlijke leugenaars, gemene beesten, vadsige vreters'.— Titus 1:12